# Monferran-Savès
 Monferran-Savès  là một xã thuộc tỉnh Gers trong vùng Occitanie tây nam nước Pháp. Xã này có độ cao trung bình 206 mét trên mực nước biển.